# Чиле на Светском првенству у атлетици у дворани 2022.
Чиле је учествовао на 18. Светском првенству у атлетици у дворани 2022. одржаном у Београду од 18. до 20. марта. У свом седамнестом учествовању репрезентацију Чилеа представљала је 1 атлетичарка која се такмичила у бацању кугле.,
На овом првенству такмичарка из Чилеа није освојила ниједну медаљу нити је остварила неки резултат.

## Учесници
Жене:
- Ивана Ксенија Галардо — Бацање кугле

## Резултати

### Жене
| Атлетичарка           | Дисциплина   | Лични рекорд | Финале   | Финале  | Детаљи |
| Атлетичарка           | Дисциплина   | Лични рекорд | Резултат | Место   | Детаљи |
| --------------------- | ------------ | ------------ | -------- | ------- | ------ |
| Ивана Ксенија Галардо | Бацање кугле | 17,60 о      | 16,08    | 15 / 15 |        |